# Uncharted: The Lost Legacy
Uncharted: The Lost Legacy (litt. « Inexploré : L'Héritage perdu ») est un jeu vidéo développé par le studio américain Naughty Dog et édité par Sony Computer Entertainment, sorti en août 2017 sur PlayStation 4. Il s'agit d'un standalone de la série Uncharted qui relate les événements se produisant après la fin d'Uncharted 4: A Thief's End.
L'histoire suit Chloe Frazer, le personnage incarné et personnage secondaire de Uncharted 2: Among Thieves et Uncharted 3: Drake's Deception, qui est à la recherche de la Défense de Ganesh dans les chaîne de montagnes Ghats occidentaux en Inde. Elle est secondée par Nadine Ross, antagoniste secondaire de Uncharted 4: A Thief's End, et reçoit l'aide de Samuel Drake un personnage secondaire également apparu dans Uncharted 4: A Thief's End. L'antagoniste du jeu est Asav, chef d'un groupe d'insurgés.
Claudia Black, Laura Bailey et Troy Baker reprennent respectivement Frazer, Ross et Drake tandis qu'Usman Ally (en) interprète Asav.
Un portage du jeu sur PlayStation 5 est sorti en janvier 2022 dans la compilation Uncharted: Legacy of Thieves Collection, comportant également Uncharted 4: A Thief's End.

## Trame

### Synopsis

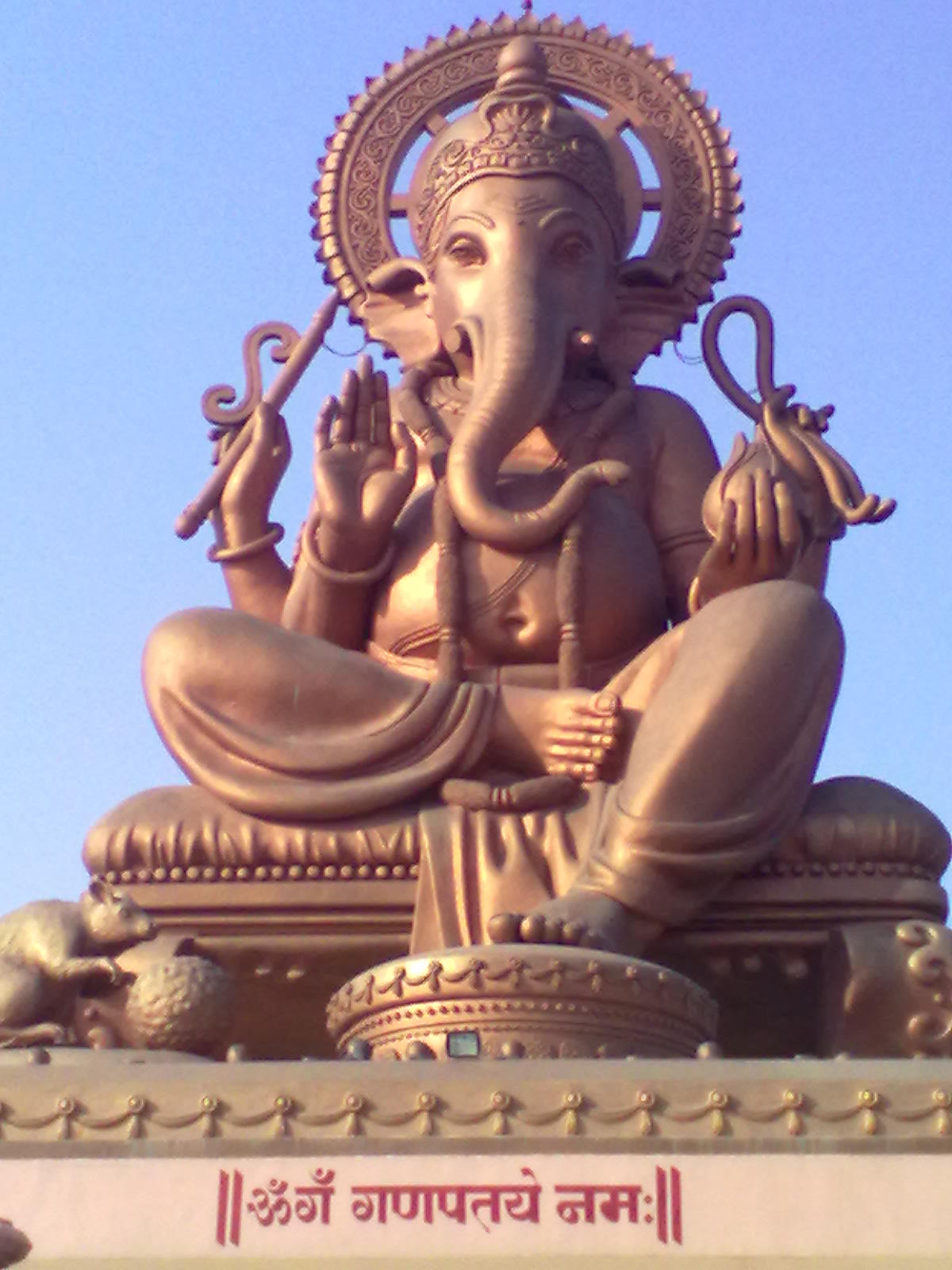
Une statue de Ganesh.

L'histoire se déroule en Inde, alors sous le coup d'une insurrection menée par Asav (Usman Ally (en)), un ancien médecin devenu chef des insurgés. Chloe Frazer (Claudia Black) et Nadine Ross (Laura Bailey) s'associent afin de trouver l'Empire Hoysala abritant la défense brisée du dieu Ganesh, que le père de Chloe avait cherché autrefois. Ce duo d'aventurières sera confronté à Asav et ses insurgés, qui cherchent également cet artéfact afin d'obtenir la légitimité et le soutien nécessaires à l'insurrection pour renverser le gouvernement indien.

## Système de jeu
Uncharted: The Lost Legacy est un jeu vidéo de type action-aventure à la troisième personne mêlant des combats à armes à feu et des phases de plate-formes.
Le jeu propose une aventure solo et donne accès au multijoueur d'Uncharted 4, avec du contenu supplémentaire lié à The Lost Legacy.

## Développement

### À la recherche du cadre idéal...

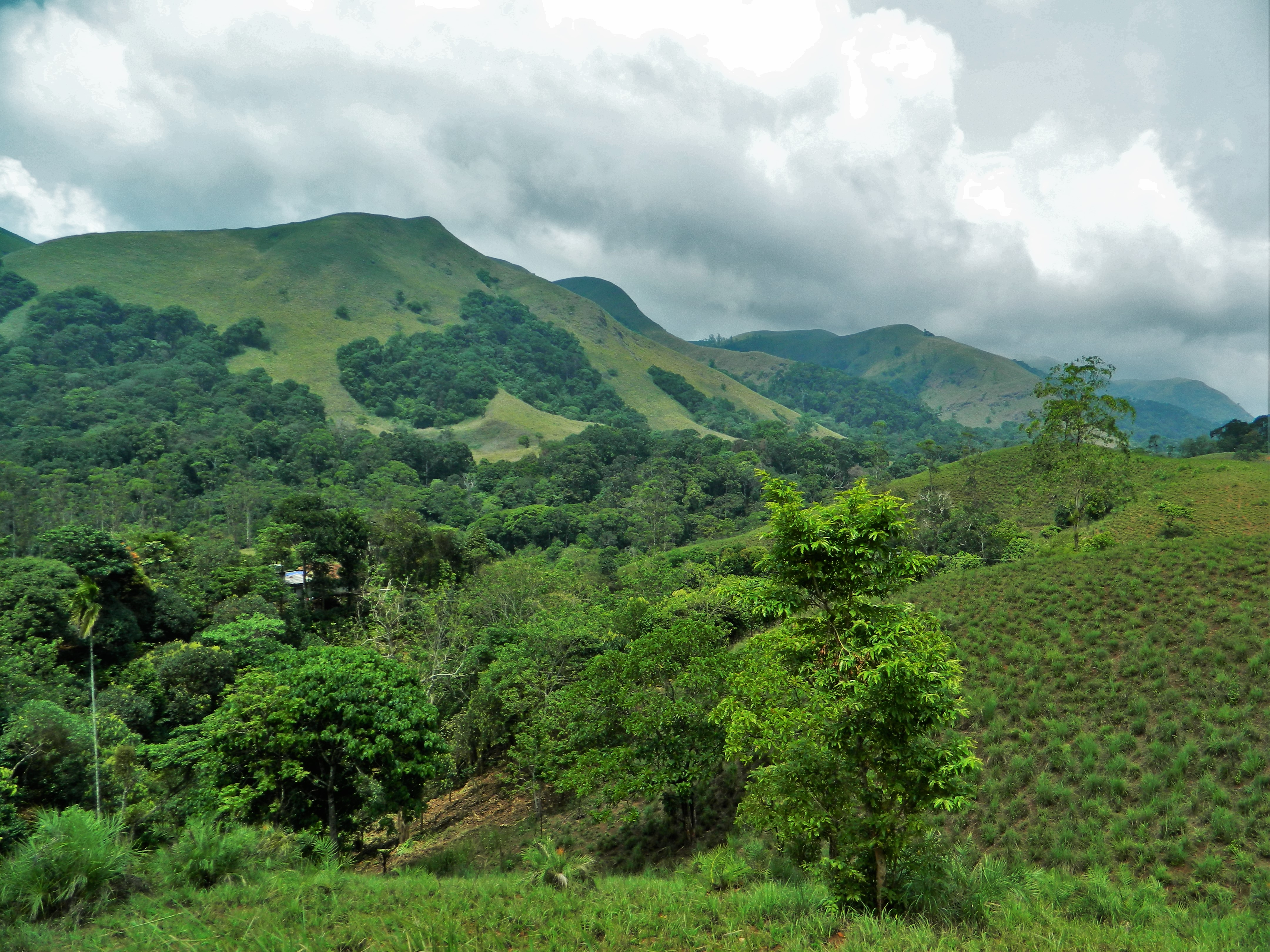
Forêt montagneuse de Shola, dans le sud des Ghats occidentaux.

Scherr et Escayg ont écrit l'histoire du jeu. Alors que les jeux Uncharted montraient des figures historiques spécifiques comme Marco Polo et Henry Avery, The Lost Legacy se concentre sur la région ainsi que la philosophie et la culture environnante, du fait d'un développement plus court qui a obligé à l'équipe à faire des recherches moins intensives. Les scénaristes se sont particulièrement concentré sur l'Hindouisme et sa mythologie environnante lors des recherches. Avec The Lost Legacy, l'équipe a voulu inclure le « soupçon de fantastique » des trois premiers jeux, absent de  Uncharted 4 dû à une histoire plus terre à terre, en montrant par exemple des statues massives de Ganesh. Escayg a trouvé que la portée moindre du jeu a permis une meilleure occasion d'explorer chaque personnage, leur histoire et point de vue. Il a également tenté de démontrer l'état émotionnel des personnages à travers le gameplay. L'histoire de The Lost Legacy a permis à l'équipe d'utiliser des éléments de gameplay abandonnés de Uncharted 4.

### ... et des protagonistes
Pour le choix des protagonistes, l'équipe a fait des essais avec celui des précédents volets, Nathan Drake, cette fois-ci dans le rôle d'un personnage secondaire. Finalement l'équipe a pensé que ce choix était superflu. Plusieurs autres personnages ont été considérés comme protagonistes, dont Charlie Cutter, Cassie Drake, Samuel Drake et Victor Sullivan. L'équipe pensait que l'âge de Sullivan entraverait le gameplay. Ils choisissent finalement Chloe Frazer et Nadine Ross, respectivement apparues pour la première fois dans Uncharted 2: Among Thieves (2009) et Uncharted 4. L'équipe a préféré se concentrer sur une nouvelle relation établie par des personnages secondaires des précédents Uncharted, à l'instar de  Left Behind (2014), le contenu téléchargeable de The Last of Us (2013). La durée de vie envisagée était d'ailleurs similaire à Left Behind, mais plus le développement avançait, plus l'équipe se rendait compte que le jeu serait plus grand que prévu, au point de devenir un standalone au lieu d'un contenu téléchargeable,.

### Conception des personnages
Claudia Black et Laura Bailey interprètent Chloe Frazer et Nadine Ross, reprenant leurs rôles tenus dans les précédents volets. La performance des comédiens a été en grande partie enregistré grâce à la capture de mouvement, avec certaines éléments audio enregistrés après coup au studio. La capture de mouvement a permis aux animateurs de construire les visages des personnages. Les comédiens étaient également impliqués dans leur personnage respectif, Josh Scherr explique qu'il arrivait qu'ils faisaient des changements dans le scénario durant la production. L'antagoniste du jeu, Asav, est interprété par Usman Ally (en). Pendant la préparation pour le rôle, Ally a rencontré Escayg pour discuter des expériences de « Despotisme qui ont pris leurs racine dans ce qui pouvait être perçu comme une noble cause ». Ayant vu le documentaire  Cartel Land (2015), Escayg a comparé Asav au chirurgien mexicain José Manuel Mireles Valverde. Ally décrit Mireles comme « quelqu'un qui a le charisme et la croyance en son peuple pour se lever et mener une révolution », notant qu'Asav possède une mentalité et des faiblesses similaires. Ally trouve que se rapporter à des figures révolutionnaires historiques lui permet de mieux comprendre la logique du personnage,. 
Le jeu a été construit autour de Chloé, avec la narration et art design reflétant sa mentalité plus sombre. L'équipe a montré de l'importance pour son apparence, gardant des éléments familiers comme sa queue de cheval tout en montrant des signes de vieillissement comme des rides. L'équipe avait peur que les joueurs ne la reconnaissent pas dû à l'évolution technologique des consoles depuis sa dernière apparition. Étant différente de Nathan Drake, son animation a dû être altérée. Plus petite que ce dernier, elle ne peut pas atteindre certains point que lui pourrait atteindre et elle se bat différemment, étant plus gracieuse et se servant de ses jambes et de ses genoux. L'équipe a trouvé intéressant le sens moral plus sombre de Chloé par rapport à celui de Nathan Drake. Si ce dernier avait un peu le « syndrome du sauveur », Chloé cherche les artefacts pour la récompense, elle cherche la première place. Ici, elle s'intéresse à la défense de Ganesh dû au lien avec sa famille. Ils étaient aussi intéressés dans l'exploitation de son adaptation durant certains moments par rapport au précédents jeux. Si précédemment elle avait tendance a échapper à une situation dangereuse pour se protéger, ici, elle doit persévérer car c'est elle qui dirige. Nadine la seconde car pour l'équipe, elle avait besoin d'une partenaire dotée d'une expertise militaire d'autant plus que Nadine était considérée comme désespérée à la suite des événements de Uncharted 4. Faire de ces personnages un duo a intéressé l'équipe dû à leur vastes différences. Chloé est « spontanée et impulsive », tandis que Nadine est  « structurée ». Chloé est la responsable tandis que Nadine est engagée alors qu'elle est habituée à commander. Les deux devant surpasser leurs différences afin de travailler ensemble.

## Musique
La bande originale a été composée par Henry Jackman.
La chanson du générique de fin s'appelle  Borders (en) et provient de l'album Aim (2016) de la rappeuse M.I.A..

## Accueil
Uncharted: The Lost Legacy a reçu des critiques "globalement favorables" en raison de sa continuité avec Uncharted 4: A Thief's End et son ambition pour un standalone. Il a également obtenu la note de 84/100 sur le site Metacritic.